# Gazotron

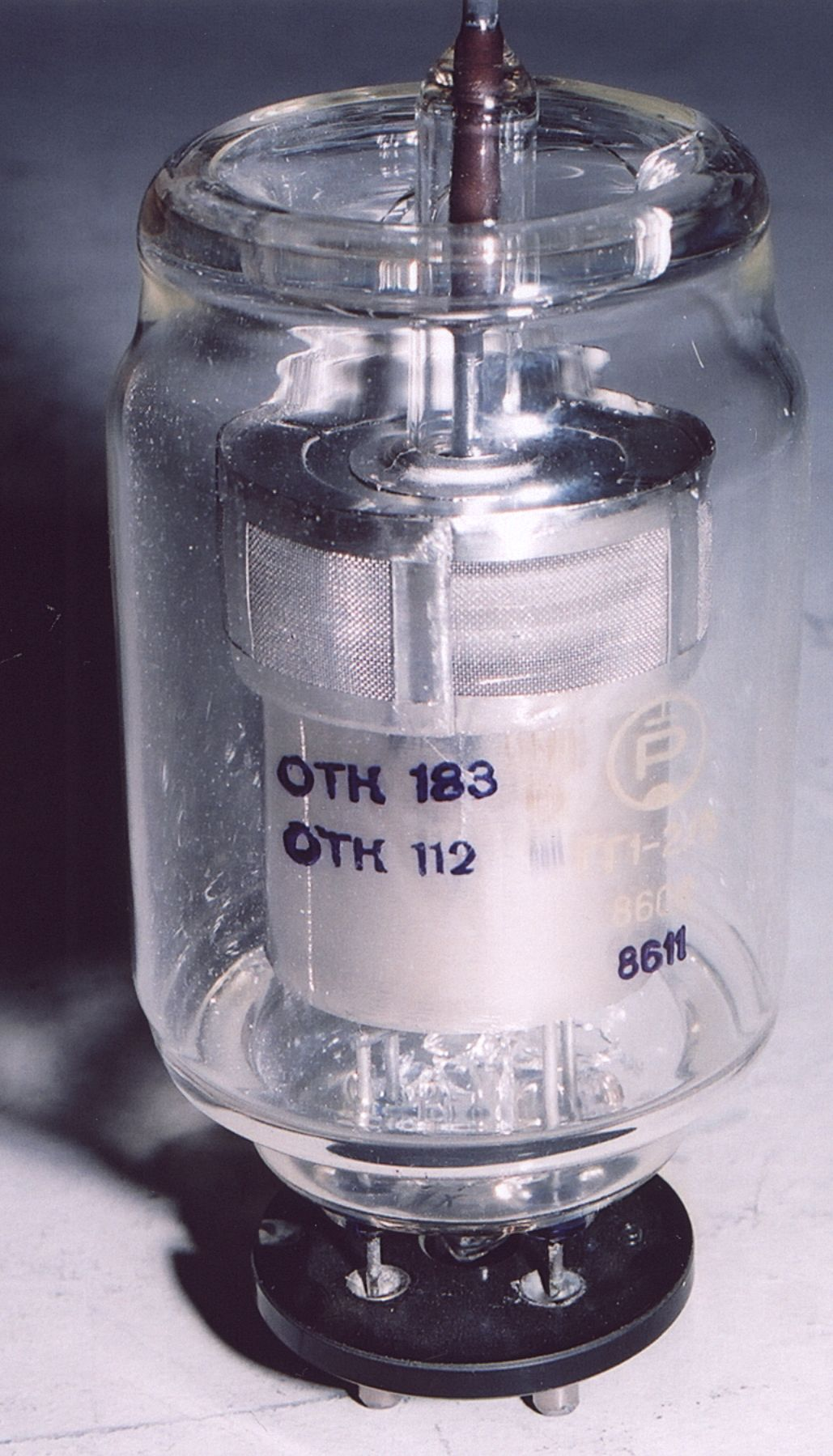
Rosyjski gazotron GG1-2/5 (ГГ1-2/5)

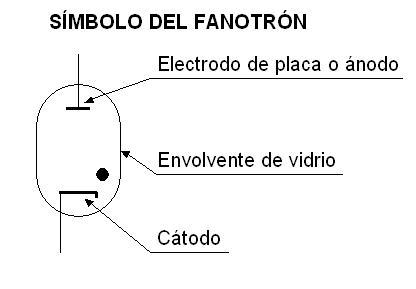
Symbol gazotronu

Gazotron – rodzaj prostownika, gazowanej lampy elektronowej wykorzystywanej głównie jako dioda prostownicza w zasilaczach większej mocy.
Budowa gazotronu jest zbliżona do normalnej diody próżniowej - lampa również posiada gorącą katodę i anodę, jednak szczegóły konstrukcyjne są odmienne.
Elektrony emitowane z katody są przyśpieszane przez dodatnio naładowaną anodę i zostają przez to pole rozpędzone. Ponieważ jednak w lampie nie ma próżni, a znajdują się cząsteczki gazu to średnia droga swobodna elektronu jest niewielka - uderza on w molekułę gazu wybijając z niego elektrony - jonizując go. W lampie powstaje zjonizowany gaz złożony z różnych ładunków - ujemnych elektronów i dodatnich jonów. Elektrony podążają do anody, jony do katody. Ze względu na różnicę mas głównym nośnikiem prądu są elektrony, jony poruszają się bardzo powoli.
W ustalonych warunkach pracy jony znajdują się głównie przy katodzie, ekranując katodę od anody. Rozkład potencjału w przestrzeni anoda-katoda jest nierównomierny - bardzo silnie rośnie przy powierzchni katody,  w pozostałej części pozostaje praktycznie stały. W efekcie natężenie pola elektrycznego jest bardzo wysokie przy powierzchni katody, potem jest zbliżone do zera. Daje to bardzo znaczące w praktyce efekty:
- Katoda ma bardzo silną emisję, gdyż wartość emisji zależy od natężenia pola elektrycznego na powierzchni katody, które w tym przypadku jest bardzo duże.
- Odległość anoda-katoda nie ma wpływu na wartość prądu emisyjnego. Ponieważ praktycznie cały spadek napięcia na lampie zachodzi w obszarze przy powierzchni katody, w reszcie obszaru anoda-katoda prawie nie ma pola elektrycznego to anoda może być dowolnie daleko od katody, co umożliwia zbudowanie odpowiednio dużej anody, dobrze chłodzonej i pewnie mechanicznie zamontowanej, oraz katody o dużej powierzchni, bez problemów z wzajemnym rozmieszczeniem tych elementów.
- Spadek napięcia na gazotronie jest stały, niezależny od wartości płynącego prądu i równy energii potrzebnej do jonizacji cząstki gazu wyrażonej w eV (elektronowoltach). Wynika to z tego, że elektrony rozpędzają się tylko do prędkości potrzebnej do zjonizowania gazu, wartość tego napięcia wynosi typowo 10 do 15 V i zależy od rodzaju gazu i jego ciśnienia.

Z tego powodu konstrukcja mechaniczna gazotronów jest odmienna od diod próżniowych. Katoda to z reguły spirala z drutu grzejnego pokryta tlenkami metali alkalicznych (katoda tlenkowa), otoczona cylindrem metalowym ograniczającym utratę ciepła przez katodę, z anodą pod postacią krążka metalowego umieszczoną nad katodą.
Gazotrony mają też kilka wad, do głównych należą niewielka szybkość pracy, ograniczona czasem dejonizacji gazu, rzędu ms (milisekund), dość krótki czas pracy (kilkaset do kilku tysięcy godzin) i konieczność odpowiedniego włączania i utrzymywania bańki lampy w odpowiedniej temperaturze.
W porównaniu z diodami próżniowymi gazotron ma sporo zalet:
- stałe i niskie napięcie przewodzenia (dla diod próżniowych rośnie wraz z prądem osiągając wartości nawet ponad 100 V)
- niska moc tracona w anodzie ze względu na niskie napięcie pracy
- możliwość pełnego wykorzystania możliwości emisyjnych katody (ze względu na duże natężenie pola elektrycznego przy powierzchni katody)
- możliwość prostego prostowania wysokich napięć. Wynika to z faktu, że katoda może być daleko od anody bez powiększania napięcia przewodzącego gazotronu. W lampach próżniowych oddalenie anody powodowało zwiększenie napięcia przewodzenia przy tym samym prądzie.

Z uwagi na zastosowany gaz największe zastosowanie znalazły:
- gazotrony rtęciowe, zawierające pary rtęci o ciśnieniu 0,25–130 Pa, o długim czasie nagrzewania katody ze względu na konieczność osiągnięcia odpowiedniego ciśnienia par rtęci.
- gazotrony napełniane gazami szlachetnymi np. mieszaniną ksenonu i kryptonu  czy też  argonem.  Gazotrony z katodą torowaną wypełniane argonem  pod ciśnieniem 650–1300 Pa  nazywane są tungarami[b].